# Hyperlaxité de l'épaule
L'articulation de l'épaule est la plus mobile de l'organisme puisque les surfaces articulaires sont peu congruentes, ce qui explique son extrême mobilité. Par conséquent, elle est particulièrement instable.
Ce manque de stabilité est essentiellement dû à la forme des surfaces osseuses, la tête de l'humérus est constituée d'un tiers de sphère s'articulant avec la glène de la scapula quasiment plane. Les deux surfaces articulaires de l'épaule sont liées par un ensemble de ligaments renforçant la capsule synoviale.  Elle s'insère d’une part sur le pourtour de la scapula par le biais du bourrelet glénoïdien et d’autre part sur le col de l'humérus.
L'hyperlaxité est un état dans lequel les tissus, tels que les ligaments et les tendons qui maintiennent la jointure de l'articulation, sont trop lâches. Dans ce cas, il est possible de mobiliser ses articulations au-delà de l'amplitude des mouvements physiologiques. Elle est plus fréquente chez les filles et les adolescents.
L'hyperlaxité peut être également appelée laxité articulaire, désarticulation, articulation lâches et syndrome d'hyperlaxité.

## Causes
En général, l'hyperlaxité n'entraîne pas de problèmes de santé supplémentaires, on l'appelle alors le syndrome d'hyperlaxité bénigne étant donné que c'est le seul symptôme à se manifester. Il peut être causé par:
- Des antécédents familiaux: l'hyperlaxité est souvent héréditaire
- La structure musculaire: le tonus ou la force musculaire
- Une mauvaise proprioception
- La structure osseuse: profondeur cavité articulaire

Certaines personnes atteintes d'hyperlaxité développent également des raideurs ou des douleurs dans les articulations. Ce phénomène est appelé syndrome de l'hyperlaxité. Dans de rares cas, l'hyperlaxité entraîne des troubles importants. 
Certains troubles sont susceptibles d'entraîner une hyperlaxité, on retrouve par exemple: 
- La trisomie 21
- La dysplasie cléidocrânienne (un trouble héréditaire du développement des os)
- Le syndrome d'Ehlers-Danlos (un trouble génétique qui affecte la production de collagène )
- Le syndrome de Marfan (un trouble des tissus conjonctifs)
- Le syndrome de Morquio (une maladie héréditaire qui affecte le métabolisme)[4]

## Symptômes
L'hyperlaxité de l'épaule entraînera une instabilité de l'articulation gléno-humérale. Pour 95 % des cas il s'agira d'une instabilité antérieure et pour 5 % des personnes d'une instabilité postérieure. 
Une sensation de douleur peut être ressentie et un manque de stabilité lors d'activités de la vie quotidienne.
Néanmoins la plupart du temps, les personnes affectées par l'hyperlaxité ne présentent pas d'autres symptômes et ne nécessitent donc pas de traitement particulier. 
Toutefois, il sera nécessaire de consulter un médecin en cas: 
- De douleurs ressenties dans les articulations lâches pendant ou après certains mouvements
- De changements soudains dans l'apparence de l'articulation
- De changements dans la mobilité, plus particulièrement au niveau des articulations

## Examen clinique
Il existe le test d'hyper-abduction de Gagey, l'examinateur se place derrière le patient. Il stabilise la scapula en appuyant fortement sur le dessus de l'épaule avec son avant-bras pour mobiliser uniquement la gléno-huméral. Il porte le bras du patient en abduction pure. 
Les interprétations de ce test divergent selon certains auteurs. Pour Gagey, toute amplitude en abduction dépassant 105° signe une rupture ou distension du ligament gléno-huméral inférieur, quelle que soit l’amplitude controlatérale. Tandis que pour Boileau, si la différence entre le côté sain et le côté pathologie est supérieure à 20°, on parle alors de laxité inférieure signant également une distension du ligament gléno-huméral inférieur. 
De plus on peut y ajouter, le Sulcus test de Neer (1980) qui correspond à une translation inférieure de la tête humérale. Comme pour la recherche des tiroirs, cette manœuvre est non douloureuse et ne réveille pas d’appréhension. On réalise une contre prise sur la face postérieure du poignet ainsi qu'une prise sur la partie antérieure de l'avant bras avec le coude plié ce qui va permettre un glissement inférieur de la tête humérale.
On peut effectuer une recherche des tiroirs antéropostérieurs en adduction. L’examinateur essaye d’évaluer l’amplitude de la translation de la tête humérale. Cette translation est asymptomatique si elle reste dans une amplitude habituelle, et ne réveille pas d’appréhension chez le patient sain. Pour ce test on va réaliser une contre prise sur la scapula permettant son immobilisation et une prise sur le moignon de l'épaule pour effectuer le glissement antérieure et postérieure.
Enfin, il existe un test en rotation externe avec le coude collé au corps. On réalise une prise au niveau de l'avant-bras pour réaliser une rotation externe de l'épaule. Une amplitude supérieure ou égale à 85° prouve qu’il y a une hyperlaxité de l’épaule. Lorsqu’une telle rotation externe est retrouvée, elle s’accompagne toujours de tiroirs antérieur, postérieur et inferieur importants (test ci-dessus).

## Complications
Les hyperlaxités constitutionnelles de l’épaule ne s’intègrent pas toujours dans des hyperlaxités généralisées aux autres articulations comme le genou ou le coude.
Néanmoins, l’hyperlaxité des épaules est pratiquement toujours associée à une hyperlaxité des chevilles.
Le sujet atteint d'hyperlaxité est plus vulnérable vis-à-vis de différents traumatismes comme les fractures, les entorses ou encore les luxations. Il existe différents types de syndrome:
- La tête se désolidarise de la glène, perte de contact (luxation)
- Le patient sent sa tête humérale se déplacer puis se remettre en place (subluxation)
- L'appréhension à l'armement du bras

La  laxité est une translation asymptomatique et un signe d’examen clinique pouvant entraîné l’instabilité. C'est un trouble fonctionnel, douloureux rapporté par le patient avec une appréhension et une sensation d'une perte de contrôle de l'articulation.
Les personnes souffrant d'hyperlaxité sont dans l'impossibilité de participer à certaines activités comme les sports collectifs ou de lancers. Elles peuvent cependant utiliser des dispositifs de contention au niveau de l'articulation pour la stabiliser. 
Il faut faire preuve de vigilance dans la vie quotidienne afin de ne pas réaliser des mouvements avec une amplitude supérieure au mouvement physiologique afin de préserver les autres structures de l'articulation comme le cartilage.

## Traitements
Le meilleur traitement consistera principalement à soulager la douleur et renforcer l'articulation.  Le médecin peut suggérer l'utilisation de médicaments antalgiques sur ordonnance ou en vente libre, des pommades ou des sprays pour soulager une douleur au niveau des articulations. Il peut également recommander certains exercices et de la kinésithérapie.
Ainsi pour diminuer le risque de complication, il est possible d'adopter les mesures suivantes : 
- Faire de l'exercice tel que le yoga pour renforcer les muscles situés autour de l'articulation (muscles de la coiffe des rotateurs)
- Apprendre à connaître l'amplitude de mouvement normale pour chaque articulation afin d'éviter l'hyperextension
- Protéger les articulations lors des activités physiques en utilisant des rembourrages de protection ou des attelles

Une intervention chirurgicale peut être prescrite dans des cas d'instabilité d'épaule. Néanmoins, quand cette instabilité est provoquée par une hyperlaxité constitutionnelle de l'épaule, l'intervention reste le plus souvent inefficace. Il n'a jamais été prouvé qu'un geste chirurgical qu'il soit capsulaire, ligamentaire ou osseux diminuait de manière durable l'hyperlaxité. 